# Bank Discount Tower
Bank Discount Tower (hebr. מגדל בנק דיסקונט) – wieżowiec w osiedlu Lew ha-Ir w mieście Tel Awiw, w Izraelu. Biurowiec jest główną siedzibą Israel Discount Bank.

## Historia

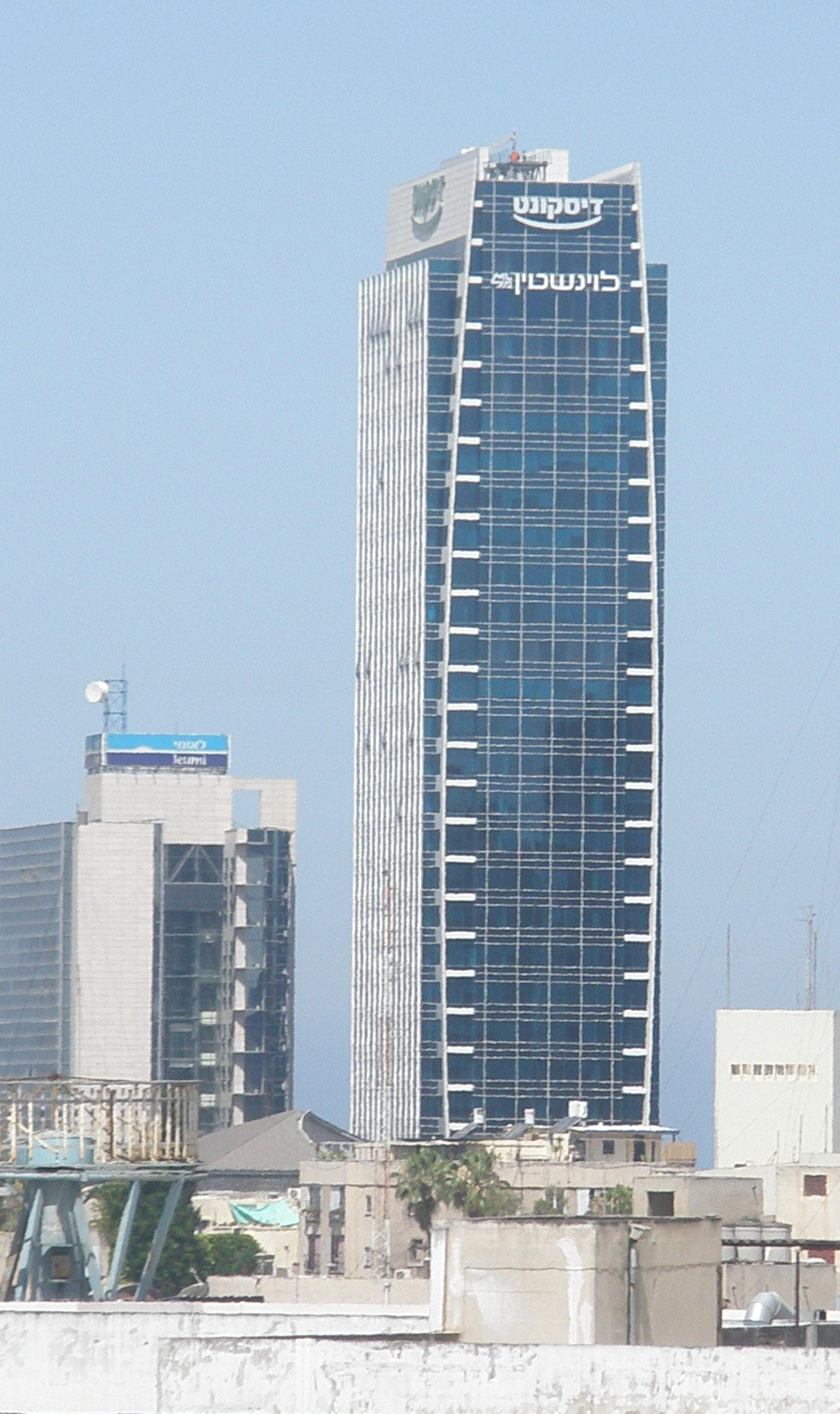
Bank Discount Tower w Tel Awiwie

Budowa wieżowca rozpoczęła się w lipcu 2003 na miejscu wyburzonego wcześniejszego domu. Budowa przebiegła w dwóch etapach. W 2006 ukończono budowę pierwszych trzynastu kondygnacji, a następnie dobudowano pozostałe siedemnaście kondygnacji.

## Dane techniczne
Budynek ma trzydzieści jeden kondygnacji i wysokość 105 metrów. Dodatkowo budynek posiada siedem kondygnacji pod ziemią (parking na 140 samochodów).
Wieżowiec wybudowano w stylu architektonicznym określanym nazwą modernizmu. Wzniesiono go z betonu. Elewacja jest wykonana ze szkła i aluminium w kolorach granatowym oraz białym. Jest to zielony wieżowiec z podwójną ścianą kurtynową. Ściany budynku są w całości przeszklone, co pozwala na maksymalną penetrację wnętrza przez światło dzienne. Wszystkie biura i korytarze w budynku są oświetlone naturalnym światłem słonecznym. Systemy klimatyzacji ponownie wykorzystują zimne powietrze i tłoczą go w podwójną ścianę kurtynową, chłodząc w ten sposób cały budynek. Następnie ogrzane w ten sposób powietrze jest wyprowadzane na zewnątrz. Wszystkie pomieszczenia są nadzorowane przez inteligentne systemy, które wyłączają sztuczne oświetlenie w biurze jeśli nie jest wykrywany ruch. Aby zmniejszyć efekt nagrzewania się budynku zastosowano zintegrowany system kontroli rolet, działający jednocześnie na całych bocznych powierzchniach biurowca. Wszystkie te rozwiązania dają duże oszczędności finansowe, przy jednoczesnym niewielkim szkodliwym oddziaływaniu na środowisko naturalne otoczenia.

## Wykorzystanie budynku
Budynek jest wykorzystywany jako biurowiec należący do banku Israel Discount Bank.